# Montañas de la Reina Maud

Accidentes geográficos de la Antártida.

La cordillera de la Reina Maud es un grupo importante de montañas, cordilleras y accidentes subordinados de las montañas Transantárticas, que se encuentra entre los glaciares Beardmore y Reedy e incluye el área desde la cabeza de la barrera de hielo de Ross hasta la meseta polar en la Antártida. El capitán Roald Amundsen y su grupo del Polo Sur ascendieron el glaciar Axel Heiberg cerca de la parte central de este grupo en noviembre de 1911, nombrando estas montañas por la Reina Maud de Noruega.
Las elevaciones que rodean el glaciar Beardmore, en el extremo occidental de estas montañas, fueron observadas por las expediciones británicas lideradas por Ernest Shackleton (1907-09) y Robert Falcon Scott (1910-13), pero las montañas en su totalidad fueron trazadas en un mapa por varias expediciones estadounidenses lideradas por Richard Evelyn Byrd (años 1930 y años 1940), y expediciones del United States Antarctic Program (USARP) y el New Zealand Antarctic Research Program (NZARP) de los años 1950 a los años 1970.
La cordillera de la Reina Maud está dividida en las siguientes cadenas montañosas:
- Montañas Labrador
- Cordillera Commonwealth
- Cordillera Dominion
- Cordillera Herbert
- Montañas Príncipe Olav
- Cordillera Hughes
- Cordillera Supporters